# Liste der Monuments historiques in Crestet
Die Liste der Monuments historiques in Crestet führt die Monuments historiques in der französischen Gemeinde Crestet auf.

## Liste der Bauwerke
| Bezeichnung                            | Beschreibung | Standort                | Kennzeichnung | Schutzstatus                                          | Datum          | Bild           |
| -------------------------------------- | ------------ | ----------------------- | ------------- | ----------------------------------------------------- | -------------- | -------------- |
| Atelier von Claude und François Stahly |              | Les Martines Sud (Lage) | PA00082033    | Inscrit Label Patrimoine du XXe siècle Inscrit Classé | 1988 2001 2022 |                |
| Pfarrkirche St-Sauveur-et-Saint-Sixte  |              | (Lage)                  | PA00082034    | Inscrit                                               | 1988           | weitere Bilder |

## Liste der Objekte
| Bezeichnung                        | Beschreibung                                                                     | Standort         | Kennzeichnung | Schutzstatus | Datum | Bild |
| ---------------------------------- | -------------------------------------------------------------------------------- | ---------------- | ------------- | ------------ | ----- | ---- |
| Gemälde der hl. Familie mit Rahmen | Wird Quirinus van Banken, einem flämischen Maler aus dem 17. Jh., zugeschrieben. | Pfarrkirche Chor | PM84001132    | Classé       | 2002  |      |